# Åre (by)
 For alternative betydninger, se Åre. (Se også artikler, som begynder med Åre)
Åre er et byområde og et af Skandinaviens førende vintersportssteder med 1.260 indbyggere i Åre kommun, Jämtlands län, Sverige. Det er dog Järpen, som er det administrative centrum i kommunen. Omtrent 25% af virksomhederne i kommunen får sin omsætning fra turisme. Mest bemærkelsesværdige er områderne med faciliteter for sportsgrene indenfor de alpine discipliner samt downhill mountain biking i Åre. I forbindelse dermed er hotelindustrien blomstret med mulighed for afslapning samt shopping.
Åre er beliggende i Åredalen omtrent 400 m.o.h. ved foden af Åreskutan og ved Åresjöns bred. Europavej E14 samt Mittbanan der forbinder de større byer Östersund og Trondheim går gennem byen.
Byen tog det første skridt mod at blive en skisportsby, da Åre Bergbana blev bygget i 1910. Det var den første forbindelse op på bjerget. I 1976 indviedes Åre kabinbana der også går op til fjeldstationen på Åreskutan beliggende 1.274 m.o.h.
I Åres gamle bydel ligger blandt andet Åre Gamle Kirke, der er den eneste bevarede stenkirke i de Skandinaviske bjerge fra Middelalderen. Kirken er åben hele året fra klokken otte morgen til otte aften.